# Монастырский (Брянская область)
Монастырский — поселок в Карачевском районе Брянской области в составе Песоченского сельского поселения.

## География
Находится в восточной части Брянской области на расстоянии приблизительно 10 км по прямой на север от районного центра города Карачев.

## История
Упоминается с начала XX века.

## Население
Численность населения: 60 человек в 2002 году (русские 95 %), 41 в 2010.